# Марк Валерий Левин (претор)
Марк Вале́рий Леви́н (лат. Marcus Valerius Laevinus; умер после 171 года до н. э.) — римский военачальник и политический деятель из патрицианского рода Валериев, претор 182 года до н. э. Участник войн с лигурами и Третьей Македонской войны.

## Биография
Марк Валерий принадлежал к одному из самых знатных патрицианских родов Рима, легендарный прародитель которого был сабинянином и переселился в Рим вместе с соправителем Ромула Титом Тацием. Когномен Левин (Laevinus) впервые упоминается в источниках в связи с событиями 501 года до н. э.; его происхождение неизвестно. Отец Марка Валерия, носивший то же имя, был консулом в 210 году до н. э. и происходил предположительно от Публия Валерия Левина, консула 280 года до н. э., во втором поколении и от Гая Валерия Потита, консула 331 года до н. э., в третьем.
Братьями Марка-младшего были Публий (он упоминается только в связи с погребальными играми) и Гай (консул-суффект 176 года до н. э.). Известно, что младший из них родился от брака отца со вдовой Марка Фульвия Нобилиора; у двоих старших могла быть та же мать или другая — гипотетическая первая жена Марка Левина-старшего.
Марк Теренций Варрон в своих «Делах человеческих» упоминает некоего Марка Левина, который во время своего эдилитета был приведён частным лицом на суд к претору. Возможно, речь идёт именно о будущем преторе 182 года до н. э., но есть и версия в пользу его отца; точных датировок в любом случае нет, как и информации о том, какими были причины для судебного разбирательства.
Первое надёжное свидетельство о Марке Валерии в сохранившихся источниках относится к 182 году до н. э., когда он занимал должность претора. По результатам жеребьёвки ему выпало председательствовать в суде, где рассматривались тяжбы между римлянами и иностранцами (это была должность praetor peregrinus). В 181 году до н. э. Левин был легатом в армии Луция Эмилия Павла (впоследствии Македонского), воевавшего с лигурами-ингаунами. Известно, что, когда враг осадил римлян в их лагере, Марк Валерий возглавил вылазку отборных войск из передних ворот; сражение закончилось полной победой римлян, после которой ингауны капитулировали. В 171 году до н. э. Левин участвовал в Третьей Македонской войне под началом консула Публия Лициния Красса. В частности, в сражении при Каллинике он командовал конницей и лёгкой пехотой греческих союзников, стоявшими на левом фланге. Эти соединения обратились в бегство при первой же атаке македонян, из-за чего римляне проиграли битву.
После этих событий Марк Валерий не упоминается в источниках.